# Cedusa cyanea
Cedusa cyanea är en insektsart som beskrevs av Ronald Gordon Fennah 1952. Cedusa cyanea ingår i släktet Cedusa och familjen Derbidae. Inga underarter finns listade i Catalogue of Life.